# Pleuropterus zuccarinii
Pleuropterus zuccarinii là một loài thực vật có hoa trong họ Rau răm. Loài này được (Small) Small miêu tả khoa học đầu tiên năm 1913.